# Viggo Langer

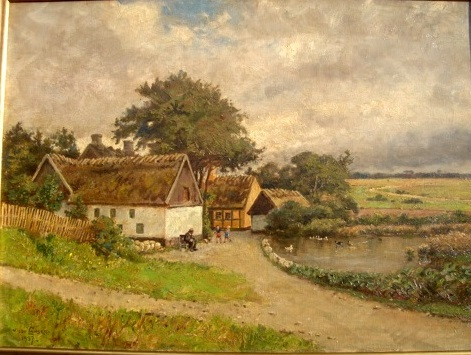
Widok Soderup koło Tølløse, obraz z 1936

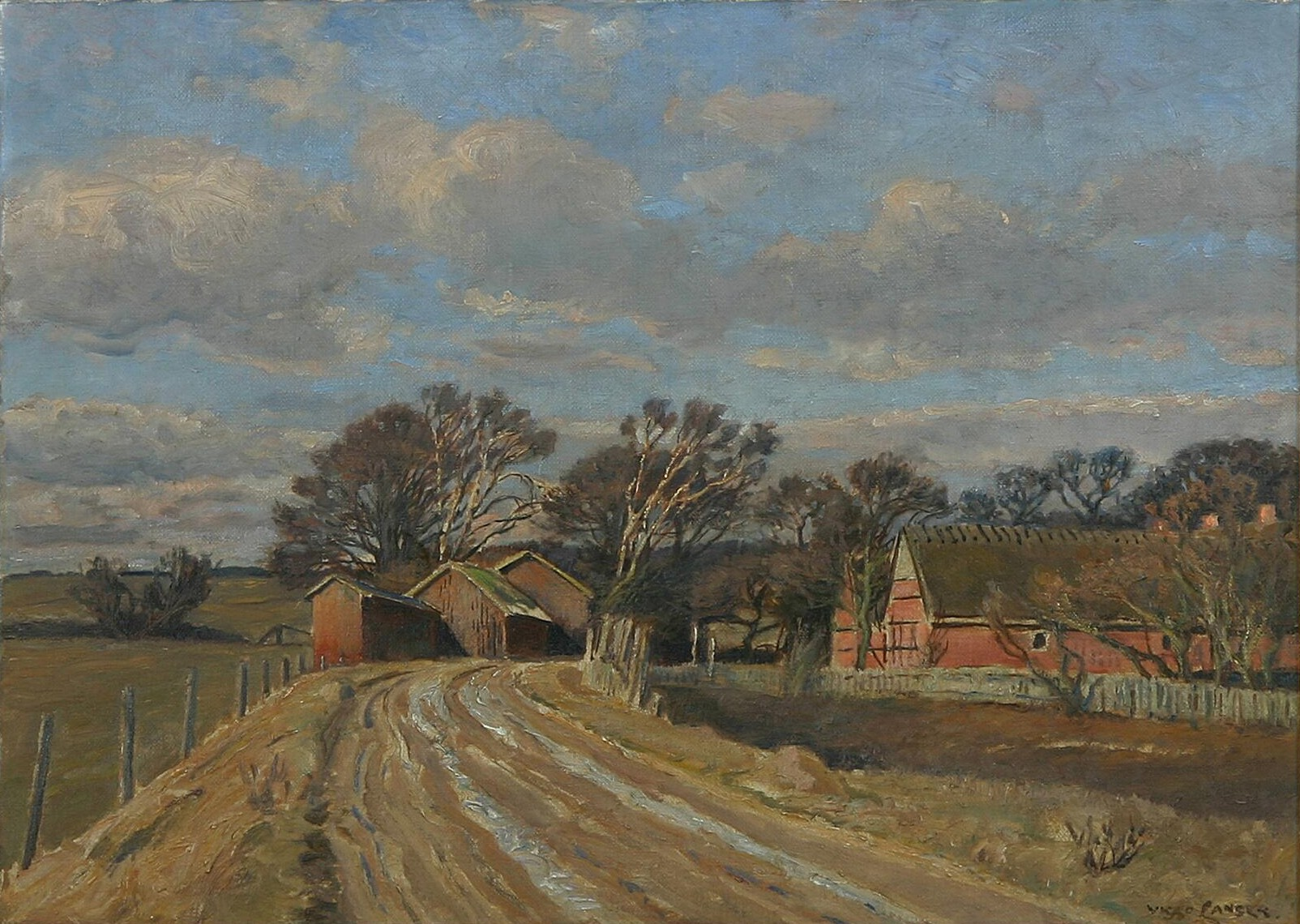
Tadre Mølle koło Roskilde, obraz z 1937

Viggo Langer (ur. jako Olaf Viggo Peter Hansen; 11 grudnia 1860 w Reudnitz k. Lipska – 10 listopada 1942 w Rungsted) – duński malarz pejzażysta, brat przyrodni drzeworytnika Hansa Hansena.
Viggo Langer urodził się w rodzinie drzeworytnika Hansa Petera Hansena. W 1864 roku rodzina przeniosła się do Kopenhagi. W młodości Langer kształcił się w pracowni ojca, następnie na kursach malarskich pod kierunkiem Vilhelma Kyhna, a ostatecznie wstąpił na Królewską Akademię Sztuk, gdzie kształcił się do 1887 roku. W tym samym roku ożenił się z Louise Frederikke Caroline du Plessis de Richelieu, córką pastora Louisa Armanda du Plessis de Richelieu. 
Od 1885 roku sygnował swoje dzieła nazwiskiem panieńskim matki, by uniknąć mylenia go z innym działającym w tym czasie artystą, Viggo Hansenem. 
W 1882 wystawił w pałacu Charlottenborg swoje pierwsze znaczące dzieło, Bagno w Bjærgskov koło Lejre (duń. Mose i Bjærgskov ved Lejre). Od tego czasu uczestniczył w corocznych wystawach, zazwyczaj prezentując pejzaże przedstawiające południową Zelandię. Do najlepiej znanych jego prac należy pejzaż Fra Knudshoved ved Vordingborg z 1890, znajdujący się w zbiorach kopenhaskiego Kunstforeningen.